# كأس البرتغال 1990–91
كأس البرتغال 1990–91 (بالبرتغالية: Taça de Portugal de 1990–91‏) هو موسم من كأس البرتغال. فاز فيه نادي بورتو.